# 214

## Narození
- 9. září – Aurelianus, římský císař († září 275)

## Hlavy států
- Papež – Zefyrinus (197/201–217)
- Římská říše – Caracalla (211–217)
- Parthská říše – Vologaisés VI. (207/208–227/228), Artabanos IV. (213–224)
- Kušánská říše – Vásudéva I. (190–230)
- Čína, dynastie Chan (206 př. n. l. – 220 n. l.) – císař Sien-ti (189–220)
- Japonsko (region Jamataikoku) – královna Himiko (175–248)